# Apache Shiro
Apache Shiro (произносится как широ, что в переводе с японского – "крепость") — является фреймворком с открытым исходным кодом, который выполняет аутентификацию, авторизацию, криптографию и управление сессиями. Shiro был разработан как интуитивный и легкий в использовании фреймворк, одновременно с тем обеспечивающий сильную защиту.

## История
Предшественник Shiro – JSecurity, был основан в 2004 году Лесом Хазлвудом и Джереми Хаили, которые не смогли найти подходящий Java фреймворк безопасности, который хорошо управлялся бы на уровне приложения. Кроме того, они были крайне недовольны сервисом JAAS. Между 2004 и 2008, JSecurity был размещен в системе SourceForge и в списке его лидеров появились такие программисты как Питер Лидбрук, Алан Дитцель, Тим Вэил.
В 2008 году проект JSecurity был передан Apache Software Foundation (ASF) и принят в их программу Incubator, управляемую наставниками для прогрессирования проекта, до высшего уровня проектов Apache. Под ASF Incubator, JSecurity был переименован в Ki (произносится как ки), спустя небольшой отрезок времени, он снова был переименован сообществом, и по сегодняшний день носит название – Shiro, причиной же стал конфликт с существующим торговым знаком.
В то время как проект продолжал развиваться в Apache Incubator, к проекту в качестве лидера присоединился Калле Корхонен, и в июле 2010 года, сообщество Shiro, отметив период стабильности кода, выпустило первую официальную версию 1.0. После выпуска этой версии, был создан специальный комитет по управлению проектом (Project Management Committee), где председателем был выбран Ле Азлевода. 22 сентября 2010 года, Shiro, стал проектом высшего уровня (Top Level Project, TLP) в Apache Software Foundation.